# Györgyi Marvalics-Székely
Györgyi Marvalics-Székely (Nagykanizsa, 1º dicembre 1924 – 18 luglio 2002) è stata una schermitrice ungherese, vincitrice di una medaglia d'argento nella scherma ai giochi olimpici.